# Raymond Loretan (1885-1963)
Pour l’article homonyme, voir Raymond Loretan (1955-).
Raymond Loretan, né le 7 octobre 1885 à Loèche (originaire de Loèche-les-Bains) et mort le 22 novembre 1963, est un juriste et homme politique valaisan. Membre du parti conservateur catholique, il exerce plusieurs fonctions au sein des instances communales, cantonales et fédérales.

## Biographie
Raymond (en allemand Raymund ou Raimund) Loretan naît à Loèche, de Gustav Loretan et Lina de Werra. Comme son père, il s'oriente vers un parcours de juriste et étudie le droit à l'école cantonale de Sion, puis aux universités de Munich et Fribourg. Il effectue un doctorat en droit, puis devient avocat et notaire en Valais. Il ouvre d'abord une étude à Loèche en 1912, puis à Sion après son mandat à l'exécutif cantonal.
De 1915 à 1920, il est juge d'instruction du tribunal de district de Loèche, qu'il quitte pour garder ses mandats politiques. À partir de 1937, après sa période à l'exécutif cantonal, il est juge rapporteur au Tribunal cantonal (pour le ministère public) jusqu'en 1956. Parallèlement, il est juge suppléant au Tribunal fédéral, de 1925 à 1954.
Loretan est cofondateur de la société des Bains de Loèche. Il devient également président d'une société s'occupant des enfants invalides du Haut-Valais, et il fonde la caisse maladie du district de Loèche.
Il épouse Henriette de Kalbermatten (1890-1975), fille de Louis de Kalbermatten, avec qui il a quatre enfants : deux filles (Anne-Louise et Marie-Adèle) et deux garçons, Wolfgang (qui deviendra aussi conseiller d'État) et Charles-Henri (président du conseil général de Sion).

## Parcours politique
Comme son père, Raymond Loretan se présente d'abord au Grand Conseil valaisan sous les couleurs des catholiques conservateurs. Élu en 1913, il prend la place d'Emile Zen-Ruffinen et siège jusqu'en 1927. Dans le même intervalle, il est élu conseiller aux États en 1920 (à la suite de Jules Zen-Ruffinen), et y reste deux législatures, jusqu'en 1928. Lors de son élection, il est, à 35 ans, le plus jeune élu de la législature. De 1916 à 1924, il préside la commune de Loèche-les-Bains.
En 1927, à la suite du décès d'Edmond Delacoste, il est élu au Conseil d'État lors d'une élection complémentaire. Il prend d'abord la tête du département des finances, puis de celui de l'instruction publique. Candidat à sa réélection en 1937, il n'obtient pas la majorité absolue au premier tour et entre donc en ballotage, contre un candidat socialiste. Pour préserver le siège conservateur, son parti lance une double candidature (avec Charles Anthamatten), mais Loretan finit par se retirer. Il ouvre alors une étude d'avocat-notaire à Sion.
Pendant ses mandats, il est notamment membre de la commission fédérale des recours en matière de douane (1929 à 1931), ainsi que du conseil de fondation de la Banque nationale suisse.